# Thonville
Thonville é uma comuna francesa na região administrativa de Grande Leste, no departamento de Mosela. Estende-se por uma área de 2,53 km². Em 2010 a comuna tinha 47 habitantes (densidade: 18,6 hab./km²).